# Adolphe Low
Adolphe Low (Cottbus, 21 de julho de 1915 – Estrasburgo, 11 de novembro de 2012) foi um político franco-alemão.
Low foi membro das Brigadas Internacionais que lutaram na guerra civil espanhola e combatente do movimento de resistência francês Résistance.

## Literatura
- Adolphe Low: Mein Weg nach Spanien. In: „informationen“ Studienkreis Deutscher Widerstand 1933–1945 e. V., Heft 49, Mai 1999.[3]